# Siège du château d'Ueda
Le siège du château d'Ueda de 1600 est mené par Tokugawa Hidetada, fils du seigneur de guerre Tokugawa Ieyasu, contre le château d'Ueda situé dans la province de Shinano, contrôlé par la  famille Sanada.
Hidetada passe devant le château tandis qu'il emmène son armée le long du Nakasendō (route centrale de montagne) en provenance d'Edo pour rencontrer les forces de son père. Comme le château ne tombe pas aussi vite que Hidetada l'espère et s'y attend, il abandonne le siège et se presse à la rencontre de son père. En raison de ce retard, Hidetada manque la bataille de Sekigahara, décisive victoire de son père dans son plan d'unification du Japon.

## Source de la traduction
- (en) Cet article est partiellement ou en totalité issu de l’article de Wikipédia en anglais intitulé « Siege of Ueda » (voir la liste des auteurs).